# André-Louis Cholesky
André-Louis Cholesky (15. října 1875 – 31. srpna 1918) byl francouzský vojenský důstojník, geodet a matematik.

## Život
Cholesky se narodil v Montguyonu ve Francii. Jeho rodina pocházela po otci z rodu Cholewských, kteří emigrovali z Polska během velké emigrace. Cholesky navštěvoval Lyceum v Bordeaux, kde v roce 1893 získal francouzskou obdobu maturity. Od roku 1894 studoval na École polytechnique, kde ho učili mimo jiné Camille Jordan a Henri Becquerel. V závěrečné zkoušce v roce 1897 skončil na 38. místě z 222.
Vstoupil do armády, v letech 1897 až 1899 absolvoval dělostřeleckou a inženýrskou školu a stal se zeměměřičem (Commandant d'Artillerie). Cholesky se podílel na vyměřování Francie (1905/06 v Centrálním masivu), Kréty a severní Afriky (1902/03 Tunisko, do roku 1904 pak Alžírsko). Během první světové války byl nasazen mimo jiné v Rumunsku. Zemřel pár týdnů před koncem první světové války na zásah dělostřeleckým granátem během bojů poblíž Bagneux v severní Francii.

## Dílo
Až po jeho smrti byla publikována jeho metoda pro řešení soustav lineárních rovnic, jejichž matice koeficientů jsou pozitivně definitní, jako jsou například matice používané v metodě nejmenších čtverců. Jím objevený a používaný rozklad matice byl na jeho počest pojmenován Choleského rozkladem. Tento objev lze nalézt v publikaci z roku 1924 jeho kolegy důstojníka Ernesta Benoîta. Ačkoli se popis algoritmu našel v Choleského pozůstalosti z roku 1910, Choleský jej vyvinul o několik let dříve pro svou práci zeměměřiče.
V letech 1909–1914 působil také jako učitel na korespondenční škole École Spéciale des Travaux Publics, du Bâtiment et de l'Industrie (ESTP).
Jeho pozůstalost se nachází na École Polytechnique.

## Publikace
- Cahiers du service geografické de l'armée. Č. 35. Zprávy o operacích úrovně přesnosti v Alžírsku a Tunisku během kampaní 1910-1911, 1911-1912, 1912-1913 , Paříž : 1913
- Levés d'études à la planchette, Paříž : Ecole spéciale des travaux publics, 1919
- Cours de topography, Paříž: École spéciale des travaux publics, 1920-22